# 陳素数
素数 p が陳素数（ちんそすう、Chen prime）であるとは、p + 2 が素数または2つの素数の積（=半素数）であることを意味する。例えば 19 は素数であり、2 を加えた 21 は 3 × 7 と2素数の積で表されるので陳素数である。この名前は、そのような素数は無限に存在すると証明した陳景潤による。
陳素数を小さい順に列記すると次の通り。
2, 3, 5, 7, 11, 13, 17, 19, 23, 29, 31, 37, 41, 47, 53, 59, 67, 71, 83, 89, 101, … （オンライン整数列大辞典の数列 A109611)
テレンス・タオとベン・グリーンは、2005年に陳素数の3項等差数列が無限に存在することを示した。